# Мамыров, Нургали Кулшыманович
Нургали Кулшыманович Мамыров (каз. Нұрғали Құлшыманұлы Мамыров; 27 сентября 1938, с. Алгабас, Кегенский район, Алма-Атинская область, КазССР, СССР — 29 мая 2021) — советский и казахский крупный учёный-педагог, доктор экономических наук (1978), профессор (1980), академик НАН РК (2003). Лауреат премии имени Чокана Валиханова за лучшее научное исследование в области гуманитарных наук (2002).

## Биография
Родился 27 сентября 1938 года в селе Алгабас Кегенского района Алматинской области. Происходит из рода албан Старшего жуза.
В 1961 году с отличием окончил экономический факультет КазГУ и был оставлен на кафедре преподавателем.
С 1961 по 1963 год — преподаватель кафедры отраслевых экономик и экономики промышленности КазГУ.
С 1966 по 1976 год — старший преподаватель, доцент, заведующий кафедрой научной организации труда и промышленности производства Алматинского института народного хозяйства.
С 1976 по 1987 год — проректор по научной работе, ректор Алматинского института народного хозяйства.
С 1987 по 1988 год — старший научный сотрудник Таджикского научно-исследовательского института экономики и организации сельскохозяйственного управления.
С 1991 по 1993 год — ректор Республиканского института повышения квалификации руководящих работников и специалистов Государственного комитета по архитектуре и строительству Республики Казахстан.
С 1993 по 1994 год — ректор Алматинского технологического института.
С 1994 по 2001 год — ректор Казахской государственной академии управления (с 2001 года Казахский университет экономики).
С 2001 по 2005 год — ректор Казахского экономического университета имени Т. Рыскулова.
Скончался 29 мая 2021 года, похоронен на Кенсайском кладбище.

## Научные, литературные труды
С 1963 по 1966 год — учился в аспирантуре Московского института народного хозяйства им. Г. В. Плеханова.
В 1966 году успешно защитил диссертацию на соискание ученый степени кандидата экономических наук на тему: «Экономическая эффективность концентрации производства в легкой промышленности Казахской ССР».
В 1978 году защитил докторскую диссертацию на тему: «Оптимальные размеры производственных систем в промышленности (теория, методология и проблемы)» в Институте экономики Академии наук Казахской ССР.
В 1979 году присвоено ученое звание профессора.
Профессор Мамыров Н. К. подготовил 17 докторов и 53 кандидатов наук, руководит аспирантами и соискателями пп защите докторских и кандидатских диссертаций.

## Награды и звания
- 1979 — Нагрудный знак «Отличник высшей школы СССР»
- 1981 — Орден Дружбы народов
- 1985 — Почётная грамота Верховного Совета Казахской ССР
- 1986 — Медаль «Ветеран труда»
- 1988 — Почётный знак «За отличные успехи в области высшего образования СССР»
- 1998 (22 октября) — Орден Парасат[2]
- 1998 (17 августа) — Медаль «Астана»
- 2001 (3 декабря) — Благодарственное письмо Президента РК и медаль «10 лет независимости Республики Казахстан»
- 2002 — «Золотая медаль SPI» (Франция) — за укрепление связей промышленности и образования.
- 2002 — Премия имени Ч. Ч. Валиханова за лучшее научное исследование в области гуманитарных наук
- 2002 (22 октября) — Медаль «За заслуги перед высшей школой» (Международная академия наук Высшей школы)[3] и др.